# Xã Riverview, Quận McKenzie, Bắc Dakota
Xã Riverview (tiếng Anh: Riverview Township) là một xã thuộc quận McKenzie, tiểu bang Bắc Dakota, Hoa Kỳ. Năm 2010, dân số của xã này là 13 người.